# Albino Cossa
Bino, właśc. Albino Ernesto Cossa (ur. 21 kwietnia 1982) – mozambicki piłkarz grający na pozycji bramkarza.

## Kariera klubowa
Od początku kariery Bino związany jest z klubem Liga Muçulmana i w jego barwach zadebiutował w 2002 roku w pierwszej lidze mozambickiej. Wraz z tym zespołem dwukrotnie zdobył mistrzostwo Mozambiku (2010, 2011), a także raz Puchar Mozambiku (2012). W 2013 roku odszedł do CD Costa do Sol.

## Kariera reprezentacyjna
W reprezentacji Mozambiku Bino zadebiutował w 2009 roku. W 2010 roku został powołany do kadry na Puchar Narodów Afryki 2010, na którym był rezerwowym bramkarzem dla João Rafaela Kapango i nie rozegrał żadnego spotkania.